# OpenSMTPD
OpenSMTPD je unixová implementace protokolu SMTP určeného pro přenos e-mailů mezi přepravci elektronické pošty (MTA). Je vyvíjen v rámci projektu OpenBSD, v rámci kterého nahradil ve verzi 5.6 vydané v listopadu 2014 v roli výchozího MTA dříve používaný Sendmail. Kromě toho podporuje také NetBSD, FreeBSD, DragonFly BSD, Linux a macOS. Je napsaný v Céčku. Je uvolněný pod licencí ISC, tedy se jedná o svobodný software.